# Gabriel Deck
Gabriel Alejandro "Gaby" Deck (ur. 8 lutego 1995) – argentyński koszykarz występujący na pozycjach niskiego lub silnego skrzydłowego, olimpijczyk.
12 kwietnia 2021 został zawodnikiem Oklahoma City Thunder. 4 stycznia 2022 opuścił klub.

## Osiągnięcia
Stan na 5 stycznia 2022, na podstawie, o ile nie zaznaczono inaczej.

### Drużynowe
- Mistrz:
  - Amerykańskiej Ligi FIBA (2018)
  - Hiszpanii (2019)
  - Argentyny (2015, 2017, 2018)
- Zdobywca:
  - Pucharu Hiszpanii (2020)
  - superpucharu:
    - Hiszpanii (2018–2020)
    - Argentyny (2017)
- Zwycięzca turnieju:
  - Super 8 (2014)
  - Super 4 (2017)
- Finalista:
  - pucharu Hiszpanii (2019)
  - turnieju Super 8 (2012, 2013)

### Indywidualne
- MVP:
  - finałów:
    - Amerykańskiej Ligi FIBA (2018)
    - ligi argentyńskiej (2017, 2018)
    - superpucharu Argentyny (2017)

  - ligi argentyńskiej (2018)
- Największy postęp ligi argentyńskiej (2015)
- Najlepszy:
  - zawodnik krajowy ligi argentyńskiej (2017, 2018)
  - młody zawodnik ligi argentyńskiej (2018)
- Zaliczony do I składu:
  - Amerykańskiej Ligi FIBA (2017)
  - ligi argentyńskiej (2017, 2018)
- Lider strzelców Amerykańskiej Ligi FIBA (2018)
- Uczestnik meczu wschodzących gwiazd – Nike Hoop Summit (2013)

### Reprezentacja

#### Seniorów
Drużynowe
- Mistrz igrzysk panamerykańskich (2019)[7]
- Wicemistrz:
  - świata (2019)
  - Ameryki (2015, 2017)
  - amerykańskiego turnieju kwalifikacyjnego do igrzysk olimpijskich (2016)
- Brąz:
  - Kontynentalnego Pucharu Tuto Marchanda (2015)
  - amerykańskiego turnieju kwalifikacyjnego do mistrzostw świata (2017)
- Uczestnik:
  - igrzysk olimpijskich (2016 – 8. miejsce)
  - mistrzostw Ameryki Południowej (2016 – 4. miejsce)
- Lider mistrzostw Ameryki w skuteczności rzutów z gry (2017 – 58,3%)[8]

#### Młodzieżowe
Drużynowe
- Mistrz:
  - świata 3x3 U–18 (2013)
  - Ameryki Południowej do lat 15 (2009, 2010)
- Wicemistrz Ameryki:
  - U–16 (2011)
  - Południowej U–17 (2011)
- Uczestnik mistrzostw:
  - świata:
    - U–19 (2013 – 12. miejsce)
    - U–17 (2012 – 6. miejsce)

  - Ameryki U–18 (2012 – 4. miejsce)

Indywidualne
- Zaliczony do I składu mistrzostw świata U–17 (2012)
- Lider strzelców mistrzostw świata U–17 (2012 – 21,5)